# 스푸트니크 V 코로나19 백신
스푸트니크 V 코로나19 백신(러시아어: Спутник V)는 러시아 가말레야 국립 전염병 및 미생물학 센터에서 개발한 코로나19 백신이다. 2020년 8월 11일, 러시아 보건부에 Gam-COVID-Vac(러시아어: Гам-КОВИД-Вак)라는 이름으로 등록되었다. 백신 이름은 1957년 10월 4일 발사된 최초의 인공위성인 스푸트니크 1호에서 따왔다.

## 역사
가말레야 국립 전염병 및 미생물학 센터에서 개발했으며 러시아 보건부에 의해 2020년 8월 11일 러시아에 등록되었다. 2020년 8월 8일 기준으로, 이 백신 후보에 대한 호평인 과학 보고서가 발표되지 않았다. 러시아 정부 관계자들은 최소 20개국이 러시아 백신 접종에 관심이 있다고 주장했다. 러시아 직접 투자 기금에 따르면 러시아는 이들 국가로부터 10억 회 이상의 백신 구매에 대한 예비 입찰을 받았으며 5개국에서 연간 5억 회 이상의 용량을 생산할 수 있을 것이라고 한다.
러시아의 백신 등록 발표와 관련하여 국제 과학계에서 항의가 발생했는데, 주로 이 백신 후보에 대한 임상 시험 결과가 발표되지 않았기 때문이다. 대부분의 국가에서 백신 후보는 규제 기관이 국제적으로 안전성과 효능을 검토 할 때까지 승인되거나 허가되지 않는다.
푸틴 대통령이 언급한 백신은 러시아 보건부 산하 가말레야 국립 전염병 및 미생물학 센터가 러시아 국방부 산하 제48중앙과학연구소와 공동 개발한 백신이다. 가말레야 센터는 러시아 국부펀드인 러시아직접투자펀드(RDIF)의 투자를 받아 국방부와 함께 백신 개발을 해왔다. 가말리아 연구소는 아데노바이러스를 기반으로 한 코로나19 백신 (Gam Covid Vac Lyo)를 개발해왔다. en:Gam-COVID-Vac 참조.

## 승인 및 배포

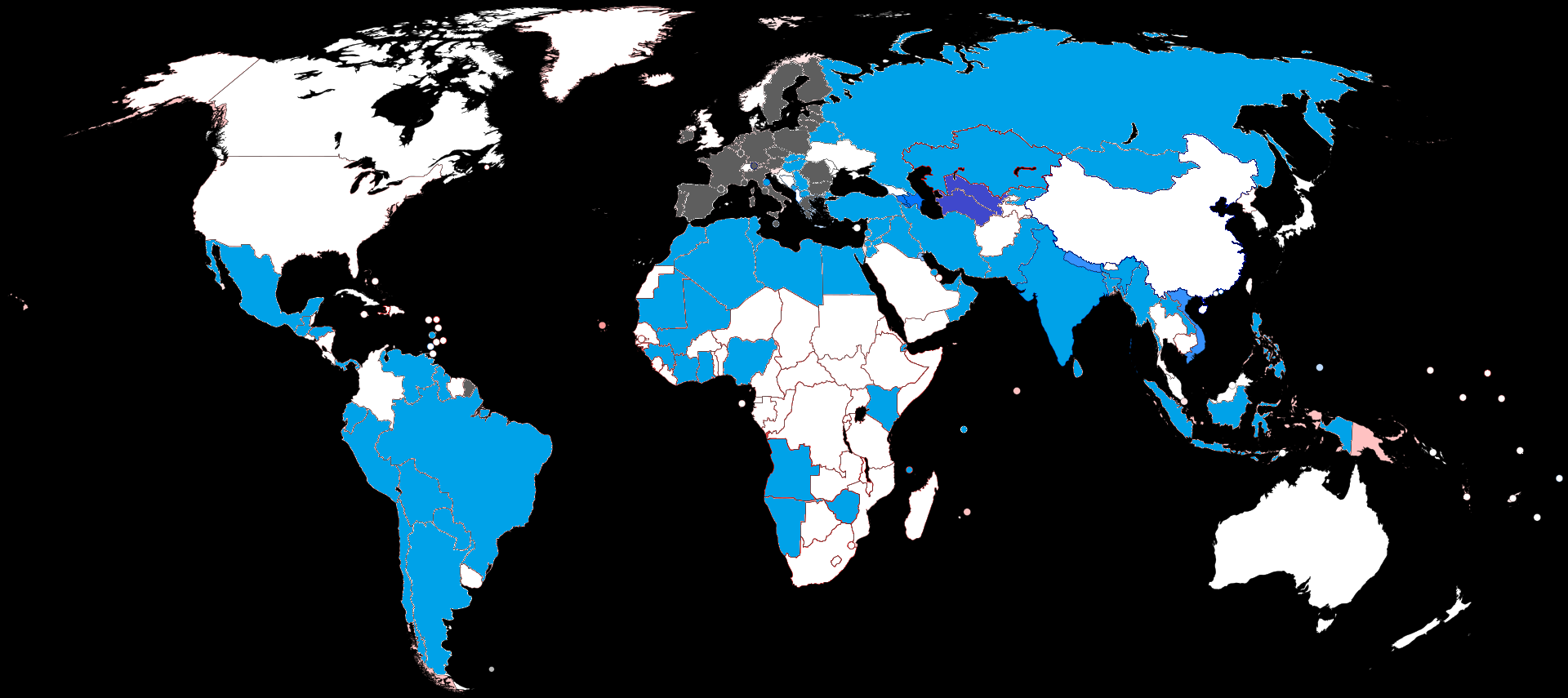
이 백신이 일반용으로 승인된 국가
이 백신이 긴급사용승인된 국가
허가심사 진행중

2020년 12월부터 러시아는 이 백신을 민간인에게도 접종하고 있고, 벨라루스, 아르헨티나로 수출되기도 했다.
2021년 8월 30일 현재 이 백신은 2개국에서 정식 사용 승인 되었고, 73개국에서 긴급사용승인되었다.

## 해킹
2020년 7월 16일, 영국 국립사이버안보센터(NCSC)는 성명을 통해 러시아 정부의 후원을 받는 해커 집단이 영국 학계와 제약업계에서 내놓은 신종 코로나바이러스 감염증(코로나19) 백신 연구 결과를 탈취하려 했다고 발표했다. 이른바 코지 베어로 불리는 러시아 해커 그룹 APT29가 각국 학계 및 제약업계의 코로나19 백신 연구 성과를 해킹하려 했다고 밝혔다.
이에 대해 러시아 국부펀드인 러시아 직접투자기금(RDIF)의 키릴 드미트리예프 대표는 로이터와의 인터뷰에서 "러시아는 이미 영국의 제약업체 아스트라제네카사와 러시아내 백신 생산에 대한 합의에 도달했기 때문에 서방의 기밀자료를 훔칠 필요가 없다"고 답했다. 이어 타티야나 골리코바 러시아 부총리가 지난달 15일 "러시아가 26종류의 코로나19 백신을 개발중이며 빠른 시일 내에 사용이 가능할 것"이라고 밝히기도 했다.

## 임상시험
푸틴 대통령이 언급한 '세계 최초 개발 코로나19 백신'은 러시아 수도 모스크바 소재 가말레야 국립 전염병 및 미생물학 센터에서 개발한 것으로 추정된다. 이곳에서는 1차 임상 시험이 7월 중순 마무리된 바 있다.
2020년 8월 11일, 러시아가 세계 최초로 코로나19 백신 스푸트니크V를 시판허가했다. 3상 임상시험을 마치기도 전이어서 위험성을 지적하는 비판이 많지만, 세계에서 가장 선두라던 영국 옥스퍼드대 백신 보다 더 빨리 시판허가가 떨어졌다. 러시아에서 최초로 우주로 쏘아올린 우주선 〈스푸트니크 1호(Sputnik 1, 러시아어: Спутник-1)의 이름을 따서 썼다고 한다. 스푸트니크 쇼크는 러시아가 미국에게 크게 한방을 먹인 사건이다.
푸틴 대통령은 WHO 등 국제 백신 개발 절차 규정을 모조리 무시했다. 2차 임상시험, 3차 임상시험에 대한 자료를 국제사회에 논문으로 발표한 적이 없다. 대신 그 안전성을 딸에게 접종시켜서, '내 딸도 맞았는데, 너희들은 이래도 안정성에 의심이 가느냐?'는 식으로 백신 판매허가를 정당화했다. 두 딸 중 한명에게 2회 백신 접종을 했다고 한다. 2회 백신 접종으로 코로나19 항체가 생성된 것이 혈액검사 결과 밝혀져야 하는데, 판매허가를 한 점으로 보면 항체가 생성된 것으로 보인다.

## 시판계획
2020년 7월 말, 러시아 당국은 9월부터 대규모로 백신을 생산해 10월부터 백신 접종을 시작할 것이라고 밝혔다.
러시아 보건부는 "2회 접종으로 백신이 장기간의 면역을 형성하도록 해줄 것"이라면서 "임상시험 결과는 면역이 2년까지 유지될 수 있음을 보여줬다"고 밝혔다.
러시아의 첫 백신은 8월 말이나 9월 초에 1순위인 의료진을 대상으로 접종을 시작하고, 내년 1월 1일부터 시판될 예정이다.
세계 최초로 코로나19 백신을 승인한 러시아가 1인당 만2천 원 수준으로 백신 수출 가격을 책정했다. 러시아는 자체 개발해 세계 최초로 공식 등록한 코로나19 백신의 1인 접종 분량인 2회분을 10달러 정도에 외국에 수출할 계획이라고 백신을 생산할 업체가 밝혔다.
2020년 8월 15일, 인테르팍스 통신에 따르면 이날 보건부가 제약사 빈노팜의 모스크바 외곽 젤레노그라드 마을 공장에서 생산에 들어간다고 밝힌 후 몇시간 후 1차분 백신이 나왔다. 러시아 보건 당국은 이 백신이 이달 말 무렵에는 출시될 수 있을 것이라고 밝혔다. 백신을 개발한 모스크바의 가말리아 연구소는 앞서 12월에서 내년 1월 무렵까지 한달에 500만회 분의 백신을 생산할 것이라고 말한 바 있다.
키릴 드미트리예프 RDIF 대표는 "외국 파트너들과 함께 세계 5개국에서 연 5억 회 분량 이상의 백신을 생산할 준비가 됐으며, 20개국으로부터 10억 회 이상 분량의 사전 구매 신청서를 접수했다."라고 소개했다.
러시아 백신 개발을 주도한 러시아 직접투자펀드 키릴 드미트리예프 CEO는 최근 Mint 인터뷰 때 "한국 메이저 회사 두 곳과 백신 생산을 위한 협상을 진행 중"이라고 말했다.

## 아데노바이러스
아데노바이러스 벡터를 기반으로 하는 백신은 아데노바이러스 감기에 걸려서 이미 항체를 갖고 있었던 사람에게는 코로나 항체 생성률이 상대적으로 낮다는 단점이 있다.
러시아는 영국의 코로나 백신 개발 자료를 해킹했다는 의심을 받고 있는데, 영국 옥스퍼드 대학은 세계에서 가장 빠른 임상시험을 하고 있다. AZD1222는 영국 옥스퍼드 대학 제너연구소에서 개발 중인 백신으로 아스트라제네카가 전 세계 공급을 담당한다. AZD1222는 아데노바이러스 벡터를 활용해 코로나19 단백질을 전달해 체내에서 면역 반응을 일으킨다. 그런데, 러시아의 스푸트니크V 백신도 아데노바이러스 백신이라는 것이다.

## 생산
| 국가       | 생산 시작 날짜   | 생산 기업                                       |
| ---------- | ---------------- | ----------------------------------------------- |
| 러시아     | 2020년 8월 15일  | 가말레야 연구소 Генериум Sistema 비오카 R-Pharm |
| 카자흐스탄 | 2020년 12월 21일 | 카라칸다 제약                                   |
| 대한민국   | 2020년 12월 말   | 한국코러스 휴온스 외 5개 기업                   |

## 스푸트니크 라이트
스푸트니크 라이트는 가말레야 국립 전염병 및 미생물학 센터가 개발한 1회 접종용 코로나19 백신으로 스푸트니크 V의 1차 접종만 받는 방식이다.

## 같이 보기
- 코로나19 백신
- 가말레야 국립 전염병 및 미생물학 센터